# Josef Miso
Josef Miso (Trnava, Eslovaquia, 18 de octubre de 1973) es un exfutbolista y entrenador eslovaco que jugaba como delantero y su último club fue el Municipal Grecia de la Segunda División de Costa Rica. Destacó por su capacidad de asistencia, velocidad y su habilidad en el cobro de tiros libres.

## Trayectoria
Llegó con 22 años al fútbol costarricense en 1995, tras una gira rojinegra por Eslovaquia y República Checa. Su país se encontraba atravesando diversas complicaciones políticas y económicas. Se retiró en el 2008 con el Municipal Grecia, actualmente trabaja en Ligas Menores de Liga Deportiva Alajuelense.
En la Primera División de Costa Rica jugó 12 torneos y anotó 88 tantos, para convertirse en ese momento en el máximo goleador extranjero en el país; hoy es el segundo mejor goleador extranjero en Costa Rica. Nueve campañas las hizo en Liga Deportiva Alajuelense y anotó 73 goles, entre 1995 y el 2004; un torneo, el del 2004-2005, lo cumplió en tres clubes, Brujas FC, Santos y Carmelita (un gol con los carmelos); y la última campaña del 2007 en Primera con el Herediano (hizo 14 tantos).
Con la Liga Deportiva Alajuelense logró seis títulos de Primera División (1996, 1997, 2000, 2001, 2002 y 2003), uno de Grandes de Centroamérica (1996) y otro de la Concacaf (2004); goleador de la Concacaf (1998), con siete tantos y goleador en Costa Rica en el torneo 1998-1999, con 21 tantos, junto al argentino Adrián Mahía del Deportivo Saprissa.
Aunque no realizó toda su carrera con Liga Deportiva Alajuelense es uno de los jugadores más queridos por la afición, es el único jugador extranjero en Costa Rica al que la hinchada de su club le dedica una canción, es socio de La Liga aunque no terminó su carrera con el club. Es el primer extranjero en obtener el título de goleo con Alajuelense y el segundo extranjero con más goles marcados en el campeonato de Primera División de Costa Rica con un total de 88 entre 1994 y 2003, además es el extranjero con más partidos jugados con la camisa rojinegra con 196.

## Palmarés

### Campeonatos nacionales
| Título                         | Club        | País       | Año     |
| ------------------------------ | ----------- | ---------- | ------- |
| Primera División de Costa Rica | Alajuelense | Costa Rica | 1995–96 |
| Primera División de Costa Rica | Alajuelense | Costa Rica | 1996–97 |
| Primera División de Costa Rica | Alajuelense | Costa Rica | 99-2000 |
| Primera División de Costa Rica | Alajuelense | Costa Rica | 2000–01 |
| Primera División de Costa Rica | Alajuelense | Costa Rica | 2001–02 |
| Primera División de Costa Rica | Alajuelense | Costa Rica | 2002–03 |

### Copas internacionales
| Título                   | Club        | País       | Año  |
| ------------------------ | ----------- | ---------- | ---- |
| Grandes de Centroamérica | Alajuelense | Costa Rica | 1996 |
| Interclubes UNCAF        | Alajuelense | Costa Rica | 2002 |

### Distinciones individuales
| Distinción                                    | Año     |
| --------------------------------------------- | ------- |
| Goleador de la Primera División de Costa Rica | 1998-99 |

## Clubes como jugador
| Club             | País       | Año       |
| ---------------- | ---------- | --------- |
| Spartak Trnava   | Eslovaquia | 1992-1994 |
| PFK Piešťany     | Eslovaquia | 1994-1995 |
| Alajuelense      | Costa Rica | 1995-2003 |
| Brujas FC        | Costa Rica | 2004      |
| Carmelita        | Costa Rica | 2004      |
| Santos           | Costa Rica | 2005      |
| Herediano        | Costa Rica | 2005-2006 |
| Sandefjord       | Noruega    | 2006      |
| Herediano        | Costa Rica | 2007      |
| Municipal Grecia | Costa Rica | 2008      |

## Carrera como técnico
| Club                             | País       | Año         |
| -------------------------------- | ---------- | ----------- |
| UCEM-Alajuela (Femenino)         | Costa Rica | 2009 - 2010 |
| Selección Femenina de Costa Rica | Costa Rica | 2010        |
| UCEM-Alajuela (Femenino)         | Costa Rica | 2012        |
| Municipal Liberia                | Costa Rica | 2014 - 2015 |
| Universidad de Costa Rica        | Costa Rica | 2015 - 2016 |

## Enlaces
- Ficha estadística de Josef Miso

- Datos: Q5936539